# Front Street (Toronto)

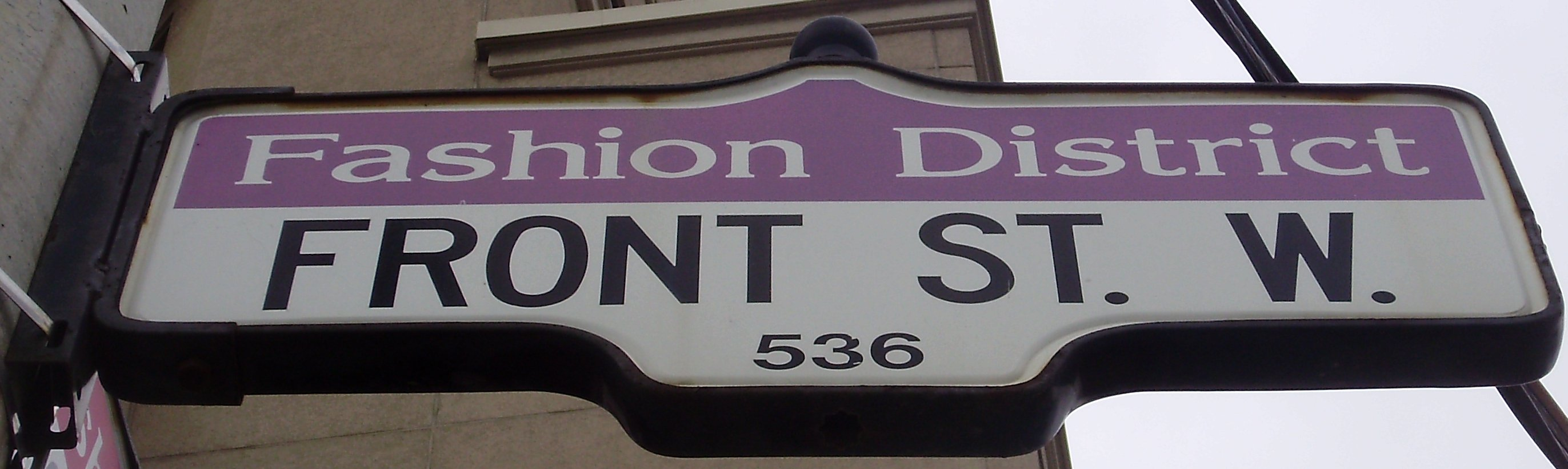
Straßenschild an der Front Street

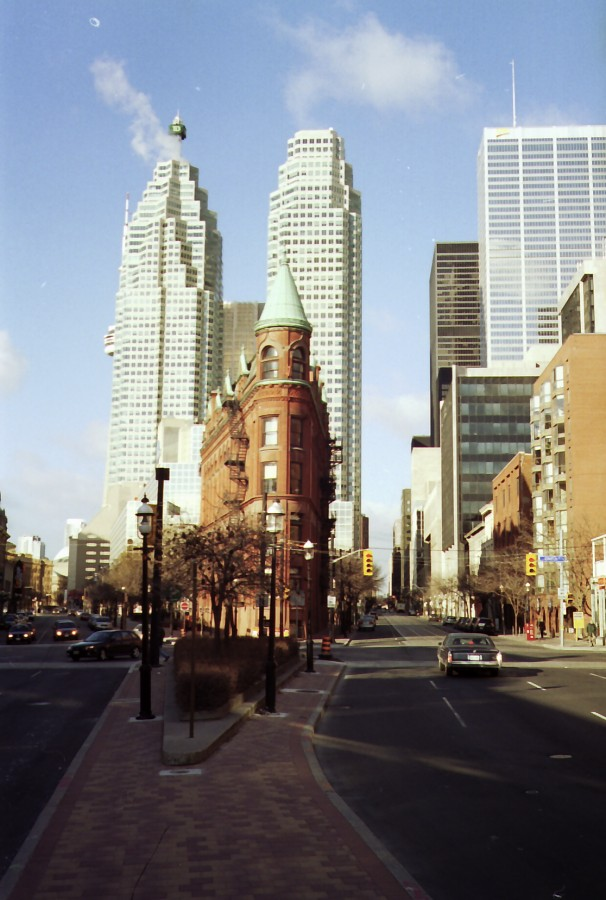
Die Front Street im Jahr 2006 vom Westen aus gesehen, im Vordergrund das Gooderham Building und im Hintergrund das Brookfield Place

Die Front Street ist eine rund 3,7 km lange Straße in der kanadischen Stadt Toronto. Sie verläuft südlich des Stadtzentrums in West-Ost-Richtung und entspricht ungefähr der ursprünglichen Uferlinie des Ontariosees. Das Ufer befindet sich heute rund 800 Meter weiter südlich, da im 19. und 20. Jahrhundert der größte Teil des inneren Hafens durch Landgewinnung aufgefüllt wurde. Die Geschichte der Straße reicht bis zum Ende des 18. Jahrhunderts und zur britischen Siedlung York zurück. In den ersten Jahrzehnten hieß sie Palace Street, abgeleitet vom Palace of Parliament, dem Parlamentsgebäude der Kolonie Oberkanada.

## Verlauf

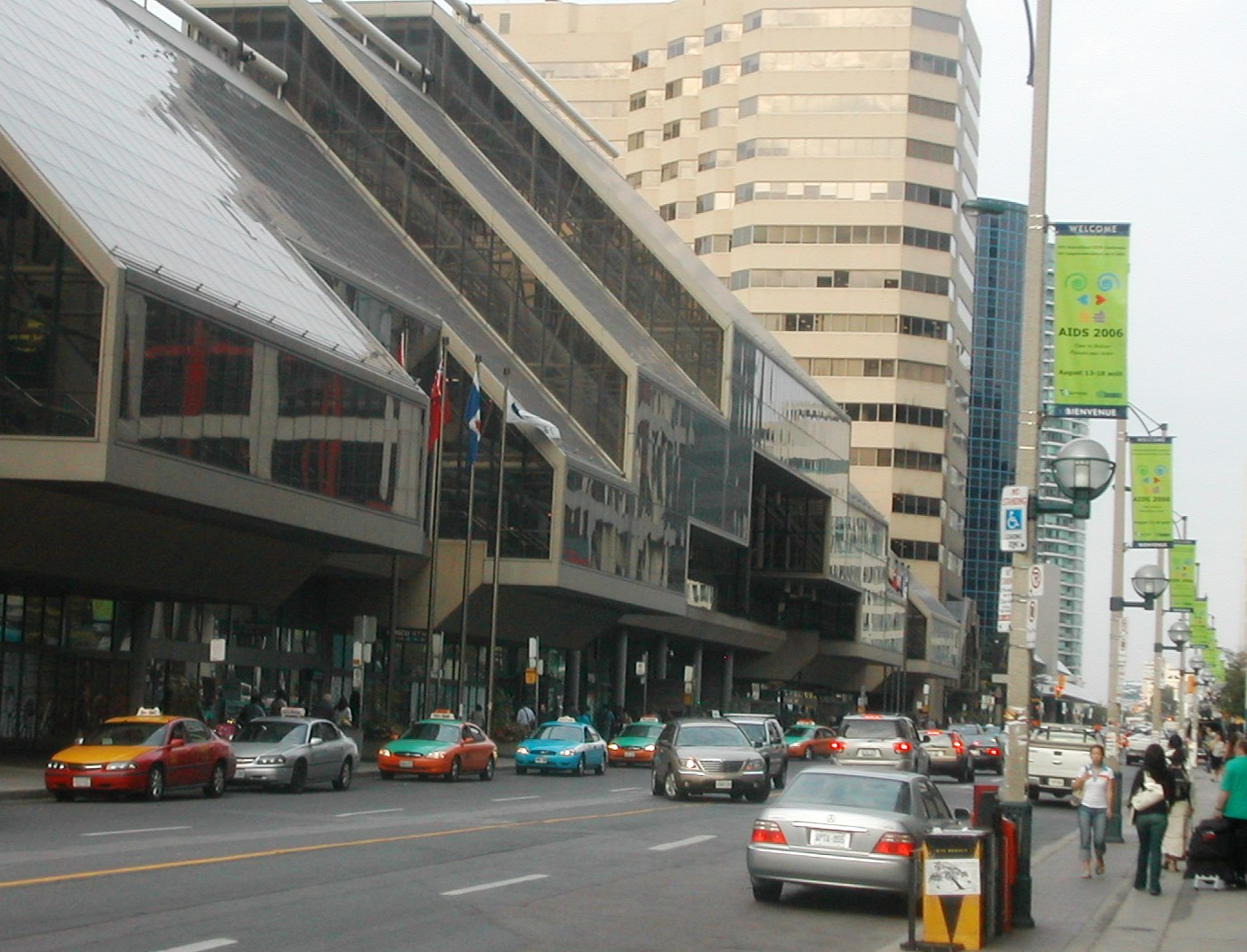
Metro Toronto Convention Centre

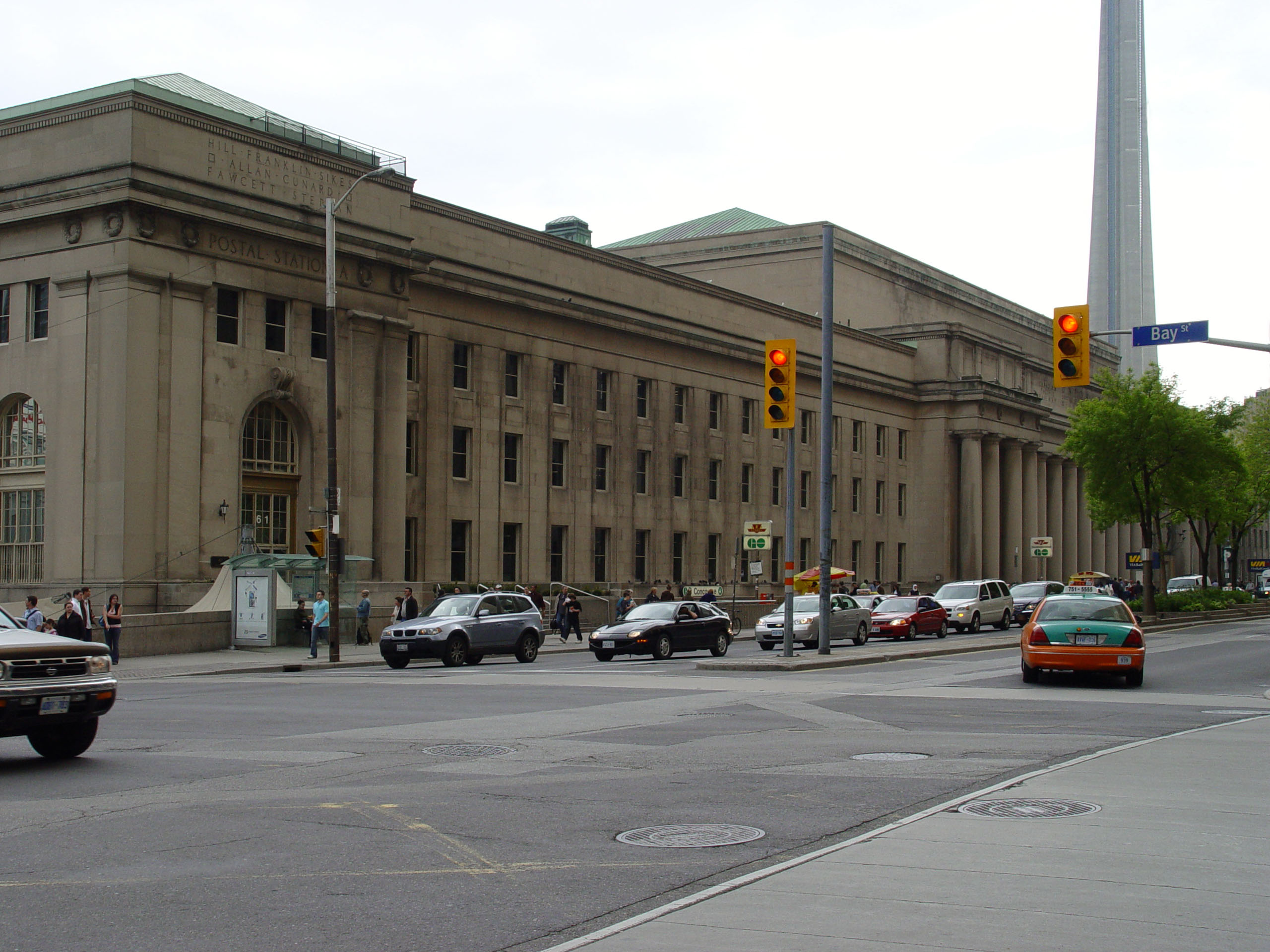
Union Station

Die Straße beginnt im Westen an der Kreuzung mit der Bathurst Street, unweit des Fort York. Sie verläuft parallel zur Haupteisenbahnstrecke, dabei kreuzt sie die Spadina Avenue und passiert das Metro Toronto Convention Centre. Nach der Kreuzung mit der University Avenue erreicht die Straße die Union Station, den Hauptbahnhof Torontos. Diesem gegenüber liegt das Hotel Fairmont Royal York. An der Kreuzung mit der Bay Street befinden sich der Brookfield Place (261 m Höhe) und die Royal Bank Plaza (180 m), der Hauptsitz der Royal Bank of Canada. Es folgen die Kreuzungen mit der Yonge Street, der Jarvis Street und der Parliament Street, bis die Front Street schließlich in einer Sackgasse endet.
Ab 1999 plante die Stadt Toronto, die Front Street entlang dem Gardiner Expressway bis zur Dufferin Street in der Nähe des Exhibition Place zu verlängern. Die Straße wäre dadurch zwei Kilometer länger geworden und hätte zur Wiederbelebung des Stadtteils Liberty Village beitragen sollen. Das Projekt war heftig umstritten; Anwohner bekämpften es aus Furcht vor stark zunehmender Verkehrsbelastung. Schließlich gab Bürgermeister David Miller die endgültige Aufgabe des Vorhabens bekannt.